# Trip Trip Trip
《Trip Trip Trip》是日本音樂組合ORESAMA的第4張單曲。龐作詞，小島英也作曲。2017年7月26日由Lantis發行。

## 解說
標題曲「Trip Trip Trip」是2017年7月在東京電視網首播的電視動畫《咕嚕咕嚕魔法陣》（2017年版）選作前期片頭主題曲使用的歌曲。而負責作詞兼主唱的龐說「在開始冒險的時候那個瞬間，我就興奮不已地決定要畫的主題。所以在聽的時候請把整首歌想成好像在翻玩具箱吧！」。
由於「Trip Trip Trip」是1990年代博得人氣的原作漫畫第3次動畫化採用的主題歌曲，於是就提出「90年代風味」「想要有讓人充滿興奮地來展開一場冒險之旅」作為歌曲錄製的起源點。

## 收錄歌曲
| CD單曲   | CD單曲                         | CD單曲 |
| 曲序     | 曲目                           | 时长   |
| -------- | ------------------------------ | ------ |
| 1.       | Trip Trip Trip                 | 4:05   |
| 2.       | 抓住你的耳朵                   | 3:53   |
| 3.       | 花式飛行                       | 3:24   |
| 4.       | Trip Trip Trip（Instrumental） | 4:04   |
| 5.       | 抓住你的耳朵（Instrumental）   | 3:54   |
| 6.       | 花式飛行（Instrumental）       | 3:21   |
| 总时长： | 总时长：                       | 22:41  |

## 相關項目
- 咕嚕咕嚕魔法陣的音樂作品（日语：魔法陣グルグルのディスコグラフィ）

## 外部連結
- Lantis官方網站的歌曲介紹頁面 （页面存档备份，存于） （日語）
- ORESAMA（页面存档备份，存于）的官方網站 （日語）